# 華麗なる逆襲/ユーモアしちゃうよ
「華麗なる逆襲/ユーモアしちゃうよ」（かれいなるぎゃくしゅう/ユーモアしちゃうよ）は、SMAPの54枚目のシングル。2015年2月18日にビクターエンタテインメントから発売された。

## 概要
通常盤、初回限定盤A、初回限定盤B、シダックス限定盤の4形態で発売される。初回限定盤Aには「華麗なる逆襲」のミュージック・ビデオを収録したDVD、初回限定盤B、シダックス限定盤には「ユーモアしちゃうよ」のミュージック・ビデオを収録したDVDが同梱する。通常盤には初回盤未収録の楽曲「華麗なる逆襲（tofubeats remix）」が収録される。
「ユーモアしちゃうよ」のMVには、フジテレビ系列ものまね番組『爆笑そっくりものまね紅白歌合戦スペシャル』にレギュラー出演しているものまねSMAPの島田ひでとし・もっぷん・よっしー・ジゴロー・スズケン（すいたんすいこう）がゲスト出演して、SMAP本人と共演を果たしている。
「華麗なる逆襲」を提供した椎名林檎は後に同曲をセルフカバーしており、椎名のアルバム『逆輸入 〜航空局〜』に収録している。なお、同アルバム収録曲では唯一単独での配信がされていない。

## メディアでの使用
- 「華麗なる逆襲」はメンバーの草彅剛主演関西テレビ・フジテレビ系ドラマ『銭の戦争』主題歌。2015年2月6日放送の『ミュージックステーション』で、テレビ初披露した。

- 「ユーモアしちゃうよ」は「SHIDAX Heart&Smile 勇気プロジェクトsupported by JOYSOUND」のプロジェクトソングとして起用されている。CD発売に先駆けて、2014年12月1日よりレコチョクなどの音楽配信サイトやシダックス店舗のカラオケにて、1番のみが先行配信された。『CDTVスペシャル!年越しプレミアライブ2014→2015』で、テレビ初披露した。

## チャート成績
- 2015年3月2日付のオリコンチャートで、初週16.0万枚を売り上げて初登場1位を獲得した。「freebird」から21作連続、通算32作目となった。また、本作のヒットで自身の総売上が3518.8万枚になり、3500万枚を突破した。男性アーティストでは、B'z、Mr.Children、GLAYに続く4組目の快挙となった[3]。

## 収録曲

### CD

#### 通常盤・初回限定盤A
1. 華麗なる逆襲
作詞・作曲:椎名林檎, 編曲:村田陽一
  - 草彅剛主演 フジテレビ系ドラマ『銭の戦争』主題歌
  - 『SMAP 25 YEARS』収録曲で唯一ライブで1度も披露されなかった(2015年から解散までライブが行われなかったため)。
2. ユーモアしちゃうよ
作詞:権八成裕, 作曲:市川喜康・マシコタツロウ, 編曲:ha-j
  - SHIDAX「Heart&Smile 勇気プロジェクトsupported by JOYSOUND」プロジェクトソング
3. 華麗なる逆襲 (tofubeats remix)
  - 通常盤のみ収録。
4. 華麗なる逆襲 (back track)
5. ユーモアしちゃうよ (back track)

#### 初回限定盤B・シダックス限定盤
1. ユーモアしちゃうよ
2. 華麗なる逆襲
3. ユーモアしちゃうよ (back track)
4. 華麗なる逆襲 (back track)

### DVD

#### 初回限定盤A
1. 華麗なる逆襲 (Music Video)

#### 初回限定盤B・シダックス限定盤
1. ユーモアしちゃうよ (Music Video)